# Jack Nicholson
Jack Nicholson, właśc. John Joseph Nicholson (ur. 22 kwietnia 1937 w Neptune City) – amerykański aktor, reżyser, scenarzysta i producent filmowy. Uznawany za jednego z najsławniejszych i najczęściej nagradzanych aktorów w historii kina. Odgrywał role postaci komiksowych, romantycznych głównych bohaterów, antybohaterów, jak i złoczyńców, w wielu filmach grał „wiecznego outsidera, sardonicznego włóczęgę”, zbuntowanego przeciwko strukturze społecznej. Postacie grane przez niego często cechuje ekscentryczny, neurotyczny bądź psychopatyczny charakter.
Do najsławniejszych filmów z Nicholsonem w roli głównej należą: Swobodny jeździec (1969), Chinatown (1974), Lot nad kukułczym gniazdem (1975), Lśnienie (1980), Czułe słówka (1983), Honor Prizzich (1985), Batman (1989), Dwóch Jake’ów (1990; jest także reżyserem filmu), Ludzie honoru (1992), Lepiej być nie może (1997), Schmidt (2002), Dwóch gniewnych ludzi (2003), Lepiej późno niż później (2003), Infitracja (2006). Odrzucił wiele proponowanych mu ról, wśród nich byli m.in.: Michael Corleone w Ojcu chrzestnym (1972), Roy Neary w Bliskich spotkaniach trzeciego stopnia (1977), Kaligula w filmie o tym samym tytule (1979), kapitan Willard w Czasie apokalipsy (1979), Paul Sheldon w Misery (1990), Nixon w filmie o tym samym tytule (1995) oraz tytułowi bohaterowie Egzorcysty (1973) i Harry’ego Angela (1987).
Trzykrotny laureat Oscara: za rolę w filmach: Lot nad kukułczym gniazdem (1975), Czułe słówka (1983) i Lepiej być nie może (1997), był także nominowany do tej nagrody za role w filmach: Swobodny jeździec (1969), Pięć łatwych utworów (1970), Ostatnie zadanie (1973), Chinatown (1974), Czerwoni (1981), Honor Prizzich (1985), Chwasty (1987), Ludzie honoru (1992), Schmidt (2002). Łącznie był 12-krotnie nominowany do Oscara, dzięki czemu jest najczęściej nominowanym aktorem płci męskiej w historii tych nagród, a także jedynym – obok Michaela Caine’a – aktorem nominowanym do Oscara w każdej dekadzie od lat 60. do lat 2000. Jest także laureatem m.in. sześciu Złotych Globów oraz nagrody Amerykańskiego Instytutu Filmowego za całokształt twórczości (w 1994) i Kennedy Center Honor (w 2001). Jest aktywnym członkiem Amerykańskiej Akademii Filmowej.

## Rodzina i edukacja
Urodził się 22 kwietnia 1937 w Bellevue Hospital na Manhattanie w stanie Nowy Jork. Matka Nicholsona, June Frances Nicholson (1918 – 31 lipca 1963), była tancerką pochodzenia irlandzkiego, angielskiego, niemieckiego i walijskiego, która występowała pod pseudonimem June Nilson. Nicholson nigdy nie poznał prawdy o tym, kim jest jego biologiczny ojciec. Według jednej z teorii był nim włosko-amerykański showman Donald Furcillo (1909–1997), za którego jego matka wyszła w 1936, jednak rozstała się z nim wkrótce po tym, jak zdała sobie sprawę, że mężczyzna jest już żonaty. Inna teoria głosi, że biologicznym ojcem Nicholsona mógł być łotewski pianista i właściciel studia tanecznego Eddie King. Według innych źródeł, sama kobieta nie była pewna tożsamości ojca swojego syna. Rodzice matki – John Nicholson (dekorator witryn sklepowych) i Ethel May Nicholson (szwaczka i malarka, zm. 6 stycznia 1970) – zgodzili się na wychowanie dziecka jako własne, bez ujawniania jego prawdziwego pochodzenia, tym samym Jack uważał swoją matkę za swoją siostrę. Prawdy o swojej rodzinie i o tym, że jest nieślubnym dzieckiem, dowiedział się dopiero w 1974 od redaktorów tygodnika „Time”. June Nicholson w trakcie II wojny światowej wyszła za pilota testowego, Murraya „Boba” Hawleya jra., z którym miała córkę Pamelę (ur. 1946) i syna, Murraya jra.. Nicholson często odwiedzał Hawleyów w ich domu. Zastępczym ojcem dla chłopca stał się jednak mąż jego ciotki Lorraine, kierownik pociągu i były futbolista George Smith.
Identyfikował się jako Irlandczyk, porównując się do dramaturga Eugene’a O’Neilla, którego zagrał w filmie Czerwoni (1981). Powiedział: „Nie mówię, że jestem tak ciemny jak on, ale jestem pisarzem, jestem Irlandczykiem, miałem problemy z moją rodziną”.
Pierwsze lata życia spędził przy Steiner Avenue 2 w dzielnicy Neptune City w stanie New Jersey. Był otyłym dzieckiem i młodocianym chuliganem o wybuchowym charakterze, jednocześnie uchodził za osobę przyjacielską i otwartą, choć pozbawioną pewności siebie. Był fanem komiksów, w tym serii o Batmanie – jego ulubioną postacią był Joker. Interesował się sportem, szczególnie futbolem amerykańskim, baseballem i koszykówką, a jego idolem z dzieciństwa był baseballista Joe DiMaggio.
Przed rozpoczęciem szkoły średniej przeprowadził się z rodziną do mieszkania przy 505 Mercer Avenue w Spring Lake w stanie New Jersey; jednym z jego klasowych kolegów był Russell Schweickart, późniejszy kosmonauta. Uczęszczał do pobliskiego Manasquan High School, w której w 2001 jego imieniem nazwano szkolną aulę oraz nagrody przyznawane uczniom wykazującym wybitne zdolności aktorskie. W okresie licealnym pisał artykuły sportowe do szkolnej gazetki „The Blue and Gray”. Jako nastolatek dorabiał, nosząc kije golfowe i pracując jako ratownik morski. W okresie dorastania stał się przystojnym mężczyzną z „zadziornymi brwiami, urzekającym spojrzeniem, idealnym nosem, szerokim uśmiechem i lśniącym, równym uzębieniem”. Po zdaniu matury we wrześniu 1954 poleciał do Los Angeles, gdzie zamieszkał z matką (którą wówczas uważał za swoją siostrę). Dorabiał, pracując w sklepie z zabawkami.

## Służba wojskowa
W 1957 wstąpił do California Air National Guard, a po ukończeniu podstawowego szkolenia w bazie Sił Powietrznych Stanów Zjednoczonych w Lackland Air Force Base wykonywał weekendowe ćwiczenia i odbył dwutygodniowe szkolenie jako strażak przydzielony do jednostki z siedzibą na lotnisku Van Nuys Airport. Podczas kryzysu berlińskiego w 1961 został powołany na kilkumiesięczną przedłużoną służbę czynną i został zwolniony pod koniec poboru w 1962.

## Kariera

### Początki kariery
Zafascynował się kinem, od kiedy obejrzał film Idąc moją drogą (Going My Way, 1944) z Bingiem Crosbym i Barrym Fitzgeraldem. W okresie licealnym pracował jako pomocnik kierownika kina. Jego ulubionymi aktorami byli Henry Fonda i Marlon Brando. O tym drugim kiedyś powiedział: „Wywarł na mnie silny wpływ. Dzisiaj ludziom, których nie było, trudno jest zdać sobie sprawę z wpływu, jaki Brando wywarł na publiczność. (...) Zawsze był patronem aktorów”. W późniejszym okresie idolami Nicholsona byli także: Federico Fellini, Roberto Rossellini, Michelangelo Antonioni, Ingmar Bergman i Luchino Visconti, za swoje wzory aktorstwa uznawał też Charleya Grapewina, Waltera Hustona, Waltera Brennana, Edwarda Arnolda, Charlesa Bickforda, Spencera Tracy’ego, Humphreya Bogarta i Steve’a Cochrana, a za swoją ulubioną aktorkę uważał Bette Davis.
Zapragnął zostać aktorem, odkąd obejrzał film The Babe Ruth Story (1948) z Williamem Bendiksem. W czasach licealnych wystąpił w roli szaleńca w szkolnym przedstawieniu The Curious Savage Johna Patricka. W maju 1955 rozpoczął pracę w kancelarii działu filmów rysunkowych wytwórni MGM z siedzibą w Culver City. Po jakimś czasie dostał propozycję pracy animatora, ale odmówił, powołując się na chęć zostania aktorem. Zwrócił na siebie uwagę producenta filmowego Joe Pasternaka, jednak zignorował jego rady, by udał się na lekcje dykcji i gry aktorskiej. Zamiast tego zaczął chodzić na castingi i zatrudnił agenta, Freda Katza, który jednak nie znalazł mu żadnej pracy.
W 1957 odbył staż w Players’ Ring Theatre na Santa Monica Boulevard, gdzie zagrał niewielką rolę w spektaklu Tea and Sympathy. Później zagrał kolejne małe role w spektaklach teatralnych, a także w telewizyjnych operach mydlanych. Utraciwszy pracę w dziale animacji studia MGM, którego zostało zamknięte, przez prawie rok żył z zasiłku dla bezrobotnych. Po tym czasie został zatrudniony jako aktor w programach telewizyjnych Matinee Theater i Divorce Court. Pobierał lekcje aktorstwa u Jeffa Coreya, Erika Morrisa i Martina Landaua. Uczył się także w Actors Studio w Los Angeles.

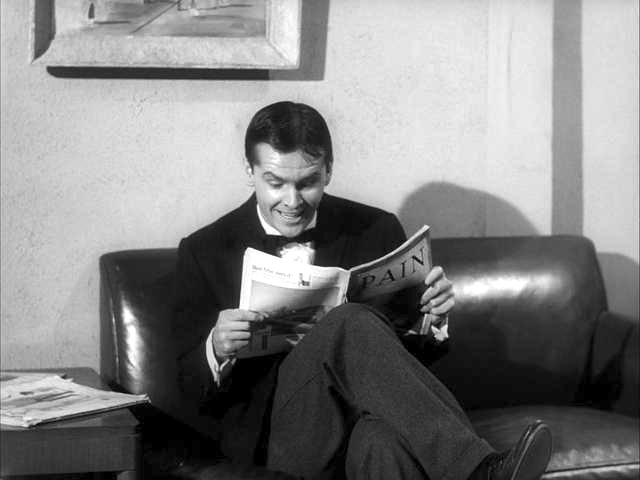
Nicholson jako Wilbur Force w filmie Sklepik z horrorami (1960)

Niedługo po nawiązaniu współpracy z agentem Byronem Griffithem w 1957 zadebiutował tytułową rolą Jimmy’ego Wallace’a, wrażliwego licealisty, który staje się młodocianym przestępcą, w niskobudżetowym dramacie młodzieżowym Joe Addisa The Cry Baby Killer (1958). Przez kolejną dekadę kontynuował współpracę z producentem filmu, Rogerem Cormanem, występując w kilku reżyserowanych i produkowanych przez niego filmach klasy B: zagrał masochistycznego pacjenta dentysty i przedsiębiorcy pogrzebowego Wilbura Force’a w komedii grozy Sklepik z horrorami (Little Shop of Horrors, 1960), Rexforda Bedlo (syna czarodzieja, dr. Adolphusa Bedlo) w filmie Kruk (The Raven, 1963), francuskiego oficera Andre Duvaliera uwiedzionego przez złego ducha w filmie Strach (The Terror, 1963; na planie zadebiutował jako reżyser, realizując jedną ze scen) i Gino w dramacie gangsterskim Masakra w dniu Świętego Walentego (The St. Valentine’s Day Massacre, 1967).
Poza współpracą z Rogerem Cormanem wystąpił także w filmach innych reżyserów. W 1960 pojawił się w trzech filmach: zagrał nastolatka w niskobudżetowej produkcji Richarda Rusha Za wcześnie na miłość (Too Soon to Love), gangstera Weary’ego Reilly w wielkobudżetowym dramacie Irvinga Lernera Studs Lonigan i psychopatycznego zabójcę, Johnny’ego Varrona, głównego bohatera filmu Harveya Bermana Pętla (The Wild Ride). Następnie zagrał w westernie Johna A. Bushelmana The Broken Land (1962), a na planie filmu wykorzystał umiejętność jazdy konno, której nauczył się w stadninie Sam’s Rocking House Stables w Griffith Park w hrabstwie Burbank. W międzyczasie zmienił agenta na Sandy’ego Breslera. Zaczął też pisać swoje pierwsze scenariusze, w tej roli zadebiutował filmem akcji Jacka Leewooda Wyspa Grzmotu (Thunder Island, 1963), który współtworzył z Donem Devlinem. W pierwszej połowie lat 60. wystąpił także w wielkobudżetowym filmie Joshui Logana Ensign Pulver (1963).
W 1964 rozpoczął współpracę z Montem Hellmanem, grając w reżyserowanym przez niego filmie wojennym Back Door to Hell (1964) oraz w filmie Flight to Fury (1964), a także w westernach: Niesłusznie oskarżeni (Ride in the Whirlwind, 1966) i W poszukiwaniu zemsty (The Shooting, 1966), których był także producentem.
W 1967 zagrał jedną z głównych ról w filmach motocyklowych: Aniołowie Piekła (Hell’s Angels on Wheels, 1967) i Rozróba (Rebel Rousers, 1967), jednak za występ w obu zebrał krytyczne recenzje. W tym samym roku kinową premierę miał napisany przez niego dramat w reżyserii Rogera Cormana Podróż (The Trip), który przyniósł zysk w wysokości 6 mln dol.. Peter Fonda po przeczytaniu scenariusza był pod ogromnym wrażeniem umiejętności pisania scenariuszy przez Nicholsona i uważał, że może to być świetny film, jednak był rozczarowany tokiem akcji filmu, za co obwiniał montaż, który przekształcił go w „przewidywalny” film. Nicholson był także scenarzystą filmu psychodelicznego Richarda Rusha Dzieci miłości (Psych-Out, 1968), w którym zagrał rockandrollowca „Stoneya”, a także współautorem scenariusza i współprocentem (z Bobem Rafelsonem) filmu Głowa (Head, 1968).
Jako aktor zyskał rozgłos i uznanie branży rolą hippisowskiego prawnika George’a Hansona borykającego się z problemem alkoholowym w kasowym filmie drogi Dennisa Hoppera Swobodny jeździec (Easy Rider, 1969),. Za występ w Swobodnym… był nominowany do Oscara i Złotego Globu dla najlepszego aktora drugoplanowego oraz został okrzyknięty wykonawcą najlepszej roli drugoplanowej roku przez Stowarzyszenie Nowojorskich Krytyków Filmowych. Według biografa Johna Parkera rola w Swobodnym… umieściła Nicholsona wśród „antybohaterów”, takich jak Humphrey Bogart i James Cagney, jednocześnie promując go na „bohatera numer jeden w ruchu kontrkulturowym”. Nicholson przyznał później, jak ważna była dla niego rola w tym filmie: „W pierwszych filmach (…) widziałem tylko tego zdesperowanego młodego aktora, który próbował wyskoczyć z ekranu i stworzyć karierę filmową”. Dzięki roli w Swobodnym jeźdźcu został dostrzeżony przez reżysera Stanleya Kubricka, który obsadził Nicholsona w roli Napoleona Bonapartego w filmie o życiu dowódcy, jednak pomimo produkcji filmu, projekt z powodu zmiany właściciela MGM i innych kwestii, zakończył się fiaskiem.

### Lata 70.
Po występie w Swobodnym jeźdźcu zagrał Tada Pringle’a, przyrodniego brata Daisy Gamble (Barbra Streisand) w filmie Vincente Minnellego W pogodny dzień zobaczysz przyszłość (On a Clear Day You Can See Forever, 1970), a za swoją rolę w filmie zebrał głównie negatywne recenzje. Dużo lepiej został oceniony przez krytyków za występ w roli Roberta Eroicy Dupea, pracownika platformy wiertniczej i niespełnionego pianistę, w kasowym filmie Pięć łatwych utworów (Five Easy Pieces, 1970). Partnerująca aktorowi na planie Karen Black oceniła, że postać grana przez Nicholsona była stonowana i różniła się od prawdziwej osobowości aktora. Według Dennisa McDougala film uczynił Nicholsona „nowym amerykańskim antybohaterem”. Krytyk filmowy Dennis Bingham zasugerował, że Nicholson „z rozmysłem stał się świadomym swego ciała aktorem brechtowskiego teatru absurdu, bardziej złożonym niż stosunkowo jednowymiarowy Dean czy Brando, jednocześnie uosabiając i krytykując bohaterów, których gra, stosując różne maski. Bobby Dupea na przykład był zdolnym muzykiem, przyjmującym tożsamość prostaka, ale przybrał też wiele innych masek. W sekwencji rozgrywającej się w kręgielni, gdzie flitruje z dwiema dziewczynami (…) był utalentowanym pianistą udającym prostaka udającego wędrownego sprzedawcę telewizorów”. Nicholson za występ w Pięciu… był w 1971 nominowany do Oscara dla najlepszego aktora pierwszoplanowego.
Również w 1971 wyreżyserował film Jedźmy przed siebie (Drive, He Said, 1971), nad którym pracował także jako współproducent i współautor scenariusza. Za film zebrał chłodne recenzje krytyków. Równocześnie pracował na planie kasowego komediodramatu Mike’a Nicholsa Porozmawiajmy o kobietach (Carnal Knowledge, 1971), w którym zagrał główną rolę – Jonathana Fuersta. Następnie zagrał w chłodno ocenionym dramacie Henryka Jagloma Bezpieczne miejsce (A Safe Place, 1971), wcześniej odrzucając propozycje zagrania w melodramacie Jacka Claytona Wielki Gatsby (The Great Gatsby, 1974) i thrillerze Freda Zinnemanna Dzień Szakala (The Day og the Jackal, 1973). Zagrał główną rolę, prezentera radiowego Davida Staeblera, w dramacie kryminalnym Boba Rafelsona Król Marvin Gardens (The King of Marvin Gardens, 1972) z Bruce’em Dernm. W kwietniu 1972 podczas 44. ceremonii wręczenia Oscarów ogłosił laureata nagrody za najlepszy film. W tym okresie odrzucił propozycję zagrania głównej roli w oscarowej komedii kryminalnej George’a Roya Hilla Żądło (The Sting, 1973) oraz był rozważany do roli Michaela Corleone w dramacie gangsterskim Francisa Forda Coppoli Ojciec chrzestny (The Godfather, 1972), jednak reżyser powierzył tę rolę Alowi Pacino. Ubiegał się również o rolę ojca Damiena Karrasa w horrorze Williama Friedkina Egzorcysta (The Exorcist, 1973), ale reżyser obsadził w tej roli Jasona Millera.

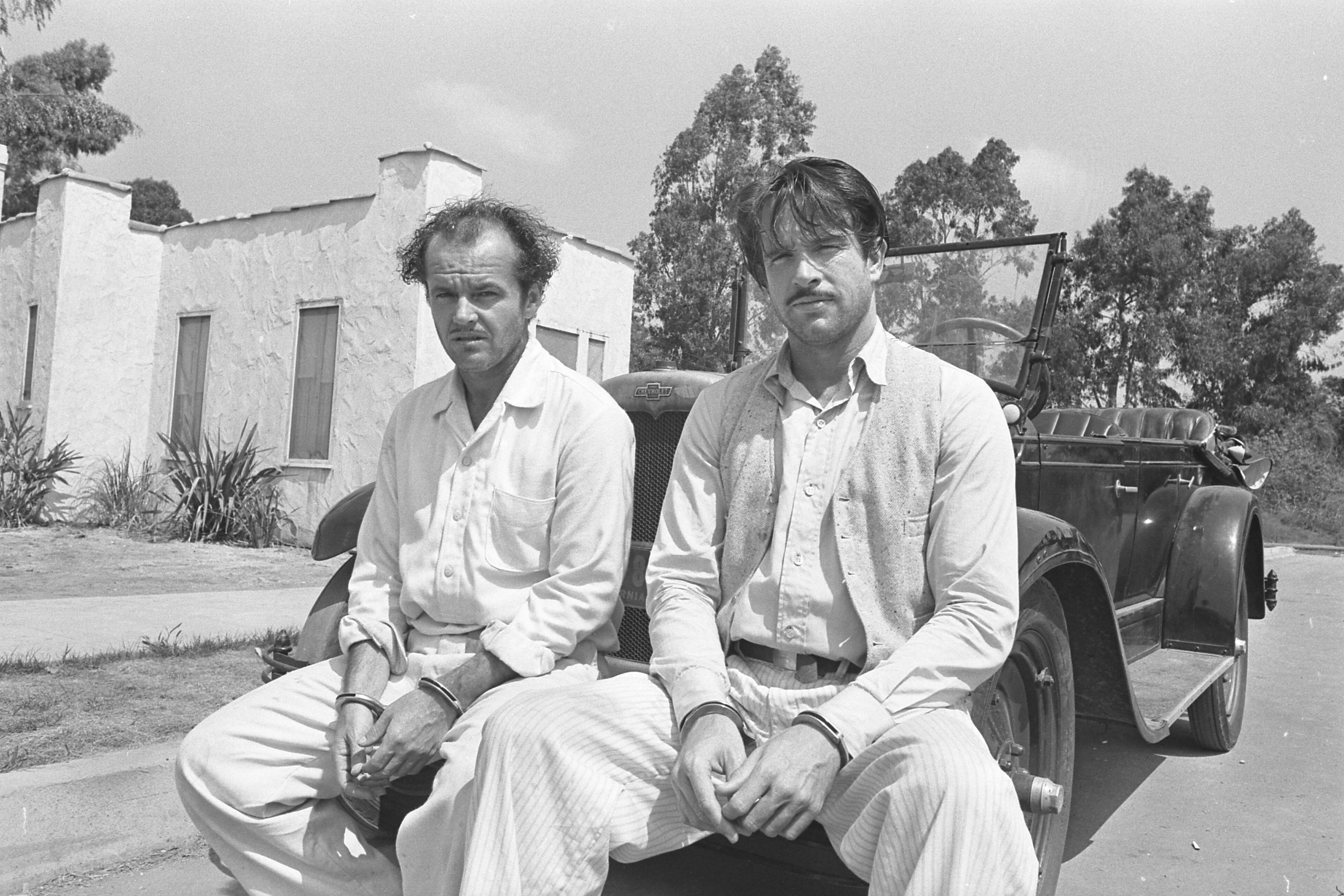
Nicholson i Warren Beatty na planie filmu Fortuna (1974)

Zebrał pochwalne recenzje za rolę marynarza Billy’ego Buddusky’ego w komediodramacie Hala Ashby’ego Ostatnie zadanie (1973), za którą otrzymał Złotą Palmę dla najlepszego aktora na 26. Międzynarodowym Festiwalu Filmowym w Cannes i nominację do Oscara dla najlepszego aktora pierwszoplanowego oraz Złotego Globu dla najlepszego aktora w filmie dramatycznym. Za kreację detektywa Jake’a Gittesa w thrillerze Romana Polańskiego Chinatown (1974) z Faye Dunaway i Johnem Hustonm otrzymał Złotego Globa dla najlepszego aktora w filmie dramatycznym oraz kolejną nominację do Oscara dla najlepszego aktora pierwszoplanowego. Roger Ebert opisał postać Nicholsona jako ostrego, groźnego i agresywnego bohatera, który wiedział „jak przeskoczyć”, czym sprawił, że Chinatown nie stał się typowym filmem kryminalnym. Roger Ebert zwrócił uwagę na znaczenie tej roli dla kariery Nicholsona, widząc w niej poważne przejście od filmów eksploatacyjnych z poprzedniej dekady. Został entuzjastycznie oceniony również za rolę dziennikarza Davida Locke’a, który podczas pracy w Afryce Północnej postanawia zrezygnować z zawodu i przyjąć nową tożsamość, we włosko-francusko-hiszpańskim dramacie Michelangelo Antonioniego Zawód: Reporter (Professione: reporter, 1975), choć sam film nie osiągnął sukcesu komercyjnego. Następnie wystąpił gościnnie w filmie Kena Russella Tommy (1975) i zagrał Oscara w komedii Mike’a Nicholsa Fortuna (The Fortune, 1975), która otrzymała negatywne recenzje.

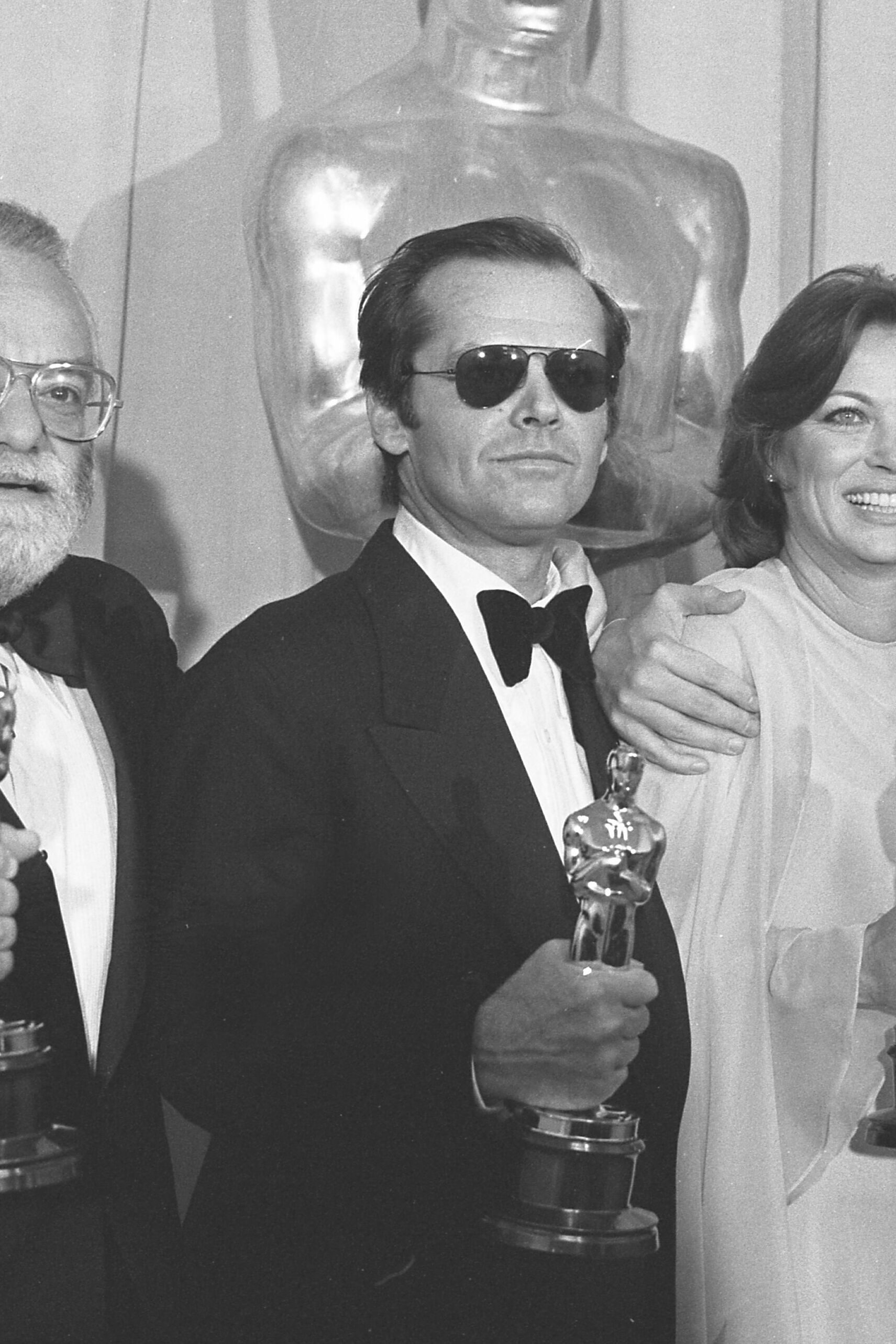
Nicholson z Oscarem dla najlepszego aktora pierwszoplanowego za rolę w filmie Lot nad kukułczym gniazdem (1976)

Za rolę pacjenta szpitala psychiatrycznego Randle’a Patricka McMurphy’ego w kasowym i nagrodzonym Oscarem za najlepszy film komediodramacie Miloša Formana Lot nad kukułczym gniazdem (1975) na podstawie powieści Kena Keseya otrzymał Oscara dla najlepszego aktora pierwszoplanowego i Złoty Glob dla najlepszego aktora w filmie dramatycznym. Dla roli w Locie… odrzucił propozycję zagrania George’a Lumbeya w komedii kryminalnej Alfreda Hitchcocka Intryga rodzinna (Family Plot, 1976). W tym samym roku zagrał Toma Logana w fatalnie przyjętym przez krytyków westernie Arthura Penna Przełomy Missouri (The Mossouri Breaks, 1976) z Marlonem Brando, a za występ w filmie otrzymał 1,25 mln dol. gaży i 10% udziału w zyskach (tj. 15 mln dol.). Wystąpił także w drugoplanowej roli Brimmera w melodramacie Eliego Kazana Ostatni z wielkich (The Last Tycoon, 1976), a po premierze filmu wytoczył proces sądowy producentowi Samowi Spiegelowi, kiedy ten próbował uniknąć wypłacenia mu obiecanych zysków. Podczas 49. i ceremonii wręczenia Oscarów ogłosił laureata nagrody za najlepszy film.
W 1978 premierę miał wyreżyserowany przez Nicholsona western Idąc na południe (Goin’ South, 1978), w którym zagrał także główną rolę, Henry’ego Lloyda Moona. Film otrzymał negatywne recenzje i poniósł komercyjną porażkę. W tym czasie odrzucił propozycję zagrania w dramacie historycznym Bernardo Bertolucciego Wiek XX (Novecento, 1976), filmie science fiction Stevena Spielberga Bliskie spotkania trzeciego stopnia (Close Encounters of the Third Kind, 1977) i dramacie wojennym Francisa Forda Coppoli Czas apokalipsy (Apocalypse Now, 1979), a także ubiegał się o rolę Luke’a Martina w dramacie wojennym Hala Ashby’ego Powrót do domu (Coming Home, 1978), ale reżyser obsadził Jona Voighta.

### Lata 80.
Wcielił się w szaleńca Jacka Torrance’a w kasowym horrorze Stanleya Kubricka Lśnienie (1980) na podstawie powieści Stephena Kinga. Kubrick porównał Nicholsona do gwiazd Złotej Ery Hollywood: Jimmy’ego Cagneya i Spencera Tracy’ego, a pracę aktora na planie filmowym podsumował słowami: „[Jego praca] jest zawsze ciekawa, wyraźnie przemyślana i ma w sobie czynnik X, magię. Jack szczególnie nadaje się do ról, które wymagają inteligencji. Jest inteligentnym i piśmiennym człowiekiem, a takie działania są prawie niemożliwe. W Lśnieniu wierzysz, że jest pisarzem, nieudanym lub innym”. Nicholson o Kubricku mówił: „Jest wymagający. Zrobi scenę 50 razy i musisz być dobry, żeby to zrobić”.
Następnie zagrał włóczęgę Franka Chambersa w filmie Boba Rafelsona Listonosz zawsze dzwoni dwa razy (The Postman Always Rings Twice, 1981) z Jessiką Lange. Za rolę dramaturga Eugene’a O’Neilla w filmie Warrena Beatty’ego Czerwoni (Reds, 1981) był nominowany do Oscara dla najlepszego aktora drugoplanowego). Wcielił się w rolę agenta imigracujnego Charliego Smitha w filmie kryminalnym Tony’ego Richardsona Na granicy (The Border, 1982). Richardson podczas pracy na planie filmu chciał, aby Nicholson grał swoją rolę mniej ekspresywnie niż we wcześniejszych rolach. Tak wspominał pracę Nicholsona na planie: „Jest taki, jakie były gwiazdy lat 30. i 40. Może przyjść na plan i dostarczyć, bez zamieszania, bez długiego chodzenia po nim. »Czego chcesz? Dobrze«. I po prostu robi to od razu. A potem, jeśli chcesz, żeby zrobił to w inny sposób przy następnym ujęciu, może się do tego przystosować”.
Za rolę emerytowanego astronauty Garretta Breedlove'a (za którą otrzymał 1 mln dol. gaży oraz udział w zyskach) w kasowym i nagrodzonym Oscarem za najlepszy film komediodramacie Jamesa L. Brooksa Czułe słówka (Terms of Endearment, 1983) z Shirley MacLaine i Debrą Winger zdobył Oscara dla najlepszego aktora drugoplanowego. Patrick McGilligan twierdził, że była to jedna z najbardziej złożonych i niezapomnianych ról odegranych przez Nicholsona. Za rolę Charleya Partanny w komedii sensacyjnej Johna Hustona Honor Prizzich (Prizzi’s Honor, 1985) był nominowany do Oscara dla najlepszego aktora pierwszoplanowego. Huston tak ocenił aktorstwo Nicholsona: „On po prostu oświetla książkę. Zaimponował mi jedną sceną po drugiej; film składa się głównie z pierwszych ujęć z nim”.
Nicholson następnie zagrał główną rolę męską w tragikomedii Mike’a Nicholsa Zgaga (Heartburn, 1986) z Meryl Streep i kasowej czarnej komedii George’a Millera Czarownice z Eastwick (The Witches of Eastwick, 1987) z Cher, Susan Sarandon i Michelle Pfeiffer oraz drugoplanową rolę sprytnego prezentera wiadomości telewizyjnych w tragikomedii Jamesa L. Brooksa Telepasja (Broadcast News, 1987). Za rolę Francisa Phelana, członka pierwszoligowego zespołu baseballowego (za którą otrzymał 5 mln dol.), w dramacie Héctora Babenco Chwasty (Ironweed, 1987) z Meryl Streep otrzymał kolejną w karierze nominację do Oscara dla najlepszego aktora pierwszoplanowego. Za występy w Czarownicach…, Telemanii i Chwastach otrzymał nagrodę dla najlepszego aktora od Stowarzyszenia Nowojorskich Krytyków Filmowych. W tym okresie odrzucił rolę pisarza Petera Fallowa w komediodramacie Briana De Palmy Fajerwerki próżności (The Bonfire of the Vanities, 1990) i ubiegał się o rolę Charliego Babbitta, brata głównego bohatera dramatu Barry’ego Levinsona Rain Man (1988), jednak reżyser powierzył tę rolę Tomowi Cruise’owi.

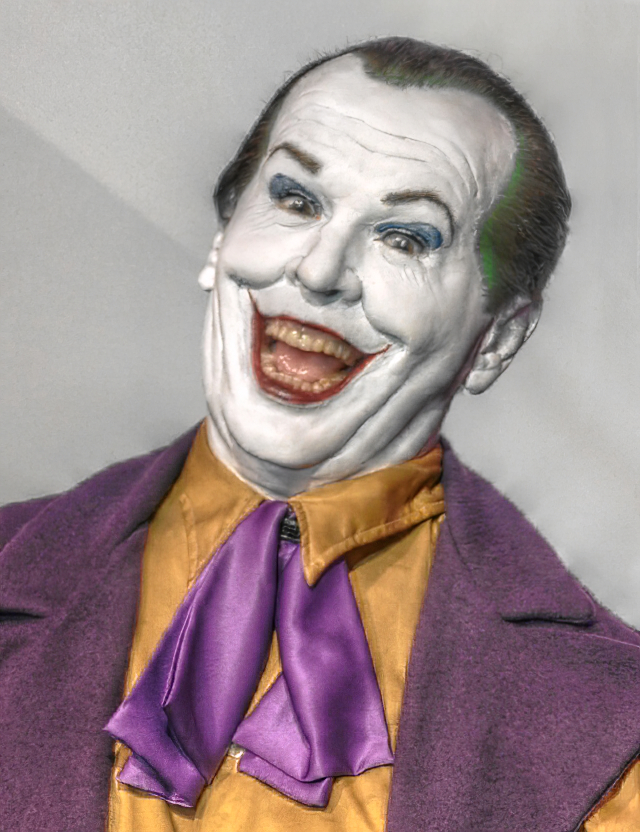
Eksponat National Wax Museum w Dublinie przedstawiający Nicholsona w roli Jokera

Za rolę psychotycznego złoczyńcy Jokera / Jacka Napiera w filmie Tima Burtona Batman (1989) otrzymał nominację do Złotego Globu dla najlepszego aktora w filmie komediowym lub musicalu, Nagrody Brytyjskiej Akademii Filmowej dla najlepszego aktora drugoplanowego i Nagrody Saturna dla najlepszego aktora. Film stał się międzynarodowym hitem i do 1996 przyniósł twórcom 2 mld dol. zysku, a Nicholson dzięki lukratywnej umowie otrzymał procent od sprzedaży brutto szacowanej na co najmniej 60 mln dol. Nicholson nie krył dumy ze swojej roli, określając ją „dziełem pop-artu”. Dzięki roli Jokera stał się także najpopularniejszą gwiazdą i największą gwiazdą kasową 1989 roku. Po występie w Batmanie negocjował rolę Hannibala Lectera w thrillerze psychologicznym Jonathana Demme’a Milczenie owiec (The Silence of the Lambs, 1991) i podwójną rolę – doktora Jekylla i pana Hyde’a – w horrorze Stephena Frearsa Mary Reilly, jednak ostatecznie nie zagrał w żadnym z tych filmów.

### Lata 90.

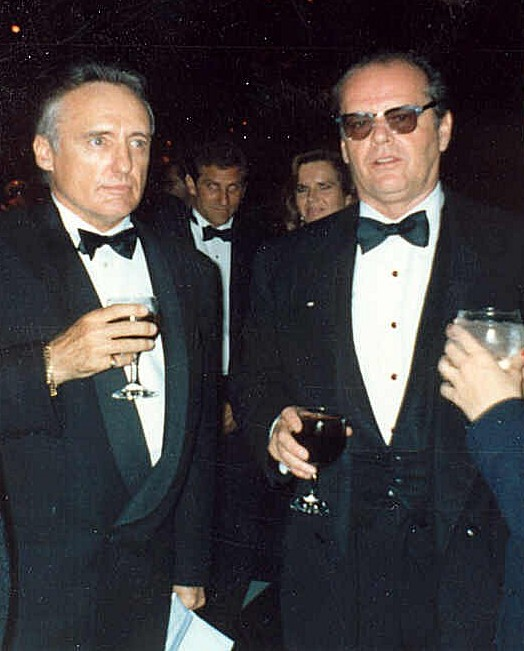
Dennis Hopper i Nicholson (1990)

W marcu 1990 wraz z Warrenem Beattym podczas 62. ceremonii wręczenia Oscarów ogłosił laureata nagrody za najlepszy film. Powrócił do roli Jake’a Gittesa w wyreżyserowanym przez siebie dramacie kryminalnym Dwóch Jake’ów (The Two Jakes, 1990), kontynuacji filmu Chinatown z 1974. Za film zebrał głównie negatywne recenzje i poniósł z nim komercyjną porażkę, notując 15 mln dol. straty. Następnie wyprodukował dramat Blaine Novak Blue Champagne z Jennifer Nicholson i Rebeką Broussard, jednak film nigdy nie trafił do kin. Za rolę porywczego pułkownika Nathana Jessupa, który próbuje tuszować przed wymiarem sprawiedliwości występujące w amerykańskiej armii zjawisko fali (za rolę otrzymał 5 mln dol.), w dramacie Roba Reinera Ludzie honoru (1992) z Tomem Cruise’em i Demi Moore otrzymał nominację do Oscara dla najlepszego aktora drugoplanowego. Reiner wspominał wpływ doświadczenia zawodowego Nicholsona na innych aktorów podczas prób słowami: „Miałem szczęście, że miałem Jacka Nicholsona. On wie, co robi, i za każdym razem przychodzi grać, w pełni występ! A to, co mówi wielu innym aktorom, to: »Ooooo, lepiej zabiorę się do mojej gry, ponieważ ten facet przychodzi grać! Więc nie mogę się powstrzymać; muszę do niego podejść. On nadaje ton«”.
W 1992 został współzałożycielem i współwłaścicielem restauracji „Monkey Bar” w Los Angeles, która została zamknięta wiosną 1996.
Za kolejne role filmowe – Harry’ego Blissa w filmie Kłopoty z facetami (Man Trouble, 1992) i Jimmy’ego Hoffy w filmie Hoffa (1992) był nominowany do Złotej Maliny dla najgorszego aktora, a za występ w Hoffie otrzymał także nominację do Złotych Globów dla najlepszego aktora w filmie dramatycznym. W 1993 podczas 65. ceremonii wręczenia Oscarów ogłosił laureata Oscara za najlepszy film. W tym okresie zagrał w kilku innych słabo przyjętych przez krytyków i publiczność filmach: horrorze Mike’a Nicholsa Wilk (Wolf, 1994), dramacie psychologicznym Seana Penna Obsesja (The Crossing Guard, 1995), dramacie obyczajowym Roberta Harlinga Czułe słówka: ciąg dalszy (The Evening Star, 1996) oraz kryminale Boba Rafelsona Krew i wino (Blood and Wine, 1996).
W 1994 został uhonorowany przez Amerykański Instytut Filmowy nagrodą za całokształt twórczości. W 1996 ponownie nawiązał współpracę z Timem Burtonem, tym razem przy komedii fantastycznonaukowej Marsjanie atakują! (Mars Attacks!, 1996), w której wcielił się w podwójną rolę: prezydenta Stanów Zjednoczonych Jamesa Dale’a i dewelopera z Las Vegas Art Landa. Krytyk filmowy David Thomson stwierdził, że Nicholson w tym filmie wcielił się w jedną ze swoich najlepszych postaci ekranowych, tj. kogoś, kto jest „warczącym, tępym, inteligentnym, szlachetnym, łobuzem – wszystkie części Jacka”.
Za rolę Melvina Udalla – zabawnego, podłego powieściopisarza z zaburzeniami obsesyjno-kompulsywnymi – w kasowej komedii romantycznej Jamesa L. Brooksa Lepiej być nie może (As Good As It Gets, 1997) otrzymał Oscarem dla najlepszego aktora pierwszoplanowego i Złoty Glob dla najlepszego aktora w filmie komediowym lub musicalu. O kreowaniu roli Udalla powiedział: „Jestem aktorem metody studio. Więc miałem skłonność do przedstawiania pewnego rodzaju klinicznego obrazu tego zaburzenia”. Sam film odniósł ogromny sukces finansowy (zarobił 314 mln dol.), co uczyniło ten film drugim – po Batmanie – najbardziej dochodowym filmem z udziałem Nicholsona. Aktor początkowo nie lubił grać roli mężczyzny w średnim wieku u boku znacznie młodszej Helen Hunt, widząc w tym klisz filmowy, jednak później stwierdził, że „Helen rozbroiła to na pierwszym spotkaniu”, dzięki czemu „przestał o tym myśleć”. Krytyk filmowy Jack Mathews podsumował rolę Nicholsona w filmie jako „jeden z tych występów, które uświadamiają, jak dobrze bawi się aktor”. Scenarzysta Andrew Horton opisał relacje na ekranie Nicholsona i Hunt jako "ogień i lód, olej i woda – pozornie kompletne przeciwieństwa".

### Ostatnie lata

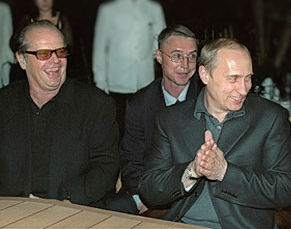
Nicholson i Władimir Putin (2001)

24 stycznia 1999 odebrał Nagrodę im. Cecila B. DeMille’a podczas 56. ceremonii wręczenia Złotych Globów. Zagrał Jerry’ego Blacka, policyjnego detektywa, który tuż przed przejściem na emeryturę szuka mordercy siedmioletniej dziewczynki, w thrillerze psychologicznym Seana Penna Obietnica (The Pledge, 2001). W tym samym roku podczas 23. Międzynarodowego Festiwalu Filmowego w Moskwie otrzymał Nagrodę Stanisławskiego za „zdobywanie wyżyn aktorstwa i wierności”. Otrzymał także nagrodę Kennedy Center Honor za wkład do kultury amerykańskiej.

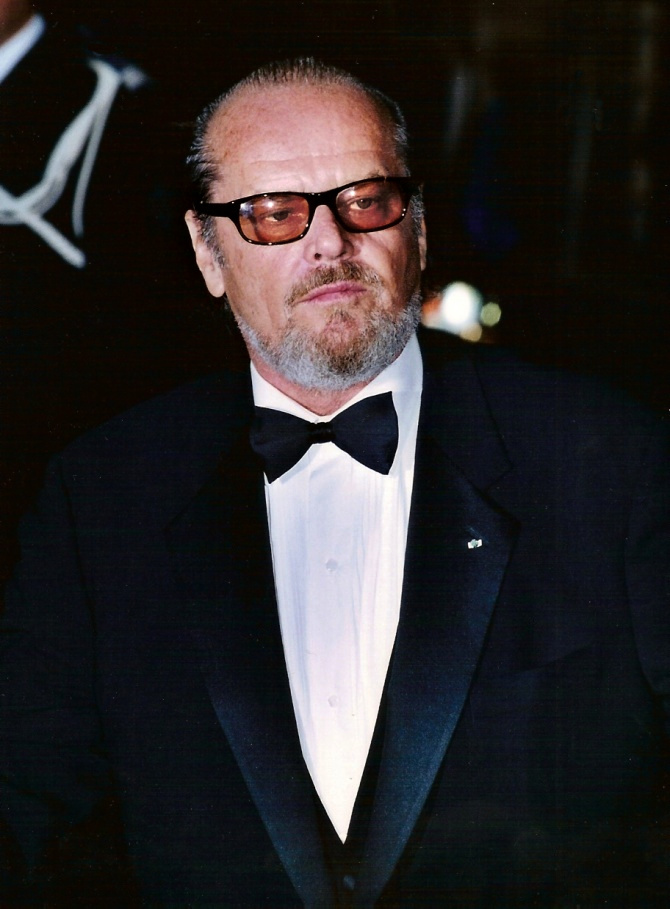
Nicholson (2002)

Za tytułową rolę Warrena Schmidta, emerytowanego aktuariusza z Omahy w stanie Nebraska, który kwestionuje własne życie po śmierci żony, w filmie Alexandra Payne’a Schmidt (About Schmidt, 2002) uzyskał pochlebne recenzje, a także otrzymał nagrodę Critics’ Choice dla najlepszego aktora i Złoty Glob dla najlepszego aktora w filmie dramatycznym oraz nominację do Oscara dla najlepszego aktora pierwszoplanowego. Następnie wystąpił w dwóch kasowych, choć negatywnie ocenianych przez krytyków komediach – zagrał Buddy’ego Rydella, agresywnego terapeutę przydzielonego do pomocy przesadnie pacyfistycznemu Dave’owi Buznikowi (Adam Sandler), w komedii Petera Segala Dwóch gniewnych ludzi (Anger Management, 2003) oraz Harry’ego Sanborna, starzejącego się playboya, który rozkochuje się w matce (Diane Keaton) swojej dziewczyny (Amanda Peet), w komedii romantycznej Nancy Meyers Lepiej późno niż później (Something’s Gotta Give, 2003).
Za rolę Franka Costellę w oscarowym filmie Martina Scorsese Infiltracja (2006), remake’u hongkońskiego filmu Andrew Lau Infernal Affairs: Piekielna gra (2002) zyskał przychylne recenzje krytyków i nominację do Złotego Globu dla najlepszego aktora drugoplanowego. Następnie wcielił się w rolę odpowiednio Edwarda Cole’a, umierającego mężczyznę, który spełnia swoje cele przed śmiercią, w filmie Choć goni nas czas (2007) z Morganem Freemanem. Przygotowując się do tej roli, odwiedził szpital w Los Angeles, by zobaczyć, jak ludzie chorzy na raka radzili sobie ze swoimi chorobami. W 2006 i 2007 podczas 78. i 79. ceremonii wręczenia Oscarów ogłosił laureata nagrody za najlepszy film.

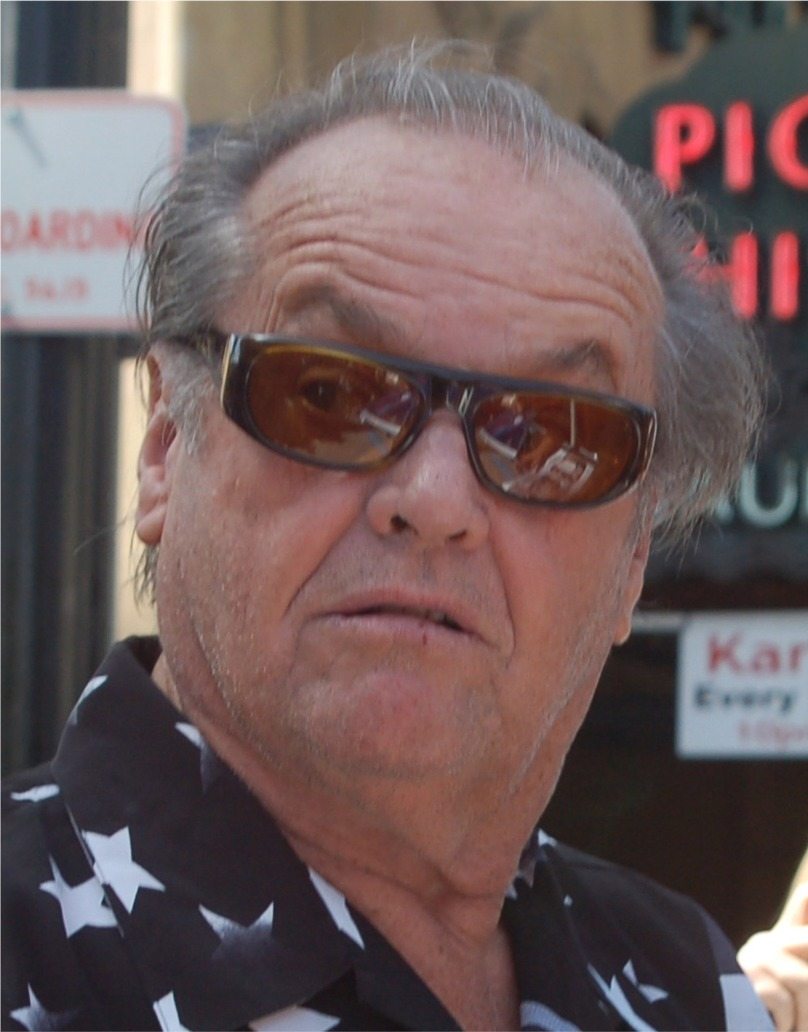
Nicholson (2010)

Zagrał drugoplanową rolę Charlesa Madisona w filmie Jamesa L. Brooksa Skąd wiesz? (2010). Była to zarazem ostatnia rola Nicholsona w karierze aktorskiej. W następnych latach donoszono, że aktor wycofał się z aktorstwa w wyniku utraty pamięci. We wrześniu 2013 w artykule czasopisma „Vanity Fair” Nicholson wyznał, że nie uważa się za emeryta, a jedynie, że jest teraz mniej skłonny do „bycia tam już”.
W 2013 wraz z pierwszą damą Stanów Zjednoczonych Michelle Obamą podczas 85. ceremonii wręczenia Oscarów wręczył Oscara za najlepszy film. 15 lutego 2015 wystąpił w roli prezentera w odcinku programu Saturday Night Live z okazji 40. rocznicy jego istnienia. 3 czerwca 2016 pojawił się w programie HBO The Fight Game z Jimem Lampleyem, w którym udzielił wywiadu na wyłączność o przyjaźni ze zmarłym kilka dni wcześniej bokserem Muhammadem Alim. W 2017 podano informację, że zagra w anglojęzycznym remake’u niemiecko-austriackiego filmu Toni Erdmann u boku Kristen Wiig, jednak projekt został ostatecznie porzucony przez całą ekipę filmu. Z powodu przejścia na emeryturę odrzucił propozycję zagrania w filmach Mike’a Flanagana: Doktor Sen i Player One.

## Życie prywatne

### Związki i dzieci
Znany był z powodu bogatego życia miłosnego, dzięki czemu znalazł się na liście "Top 10 Living Legends of Sex" czasopisma „Maxim”. Ma co najmniej szóstkę dzieci z pięciu różnych związków, jednak ożenił się tylko raz. Nicholson stwierdził, że dzieci „dają twojemu życiu rezonans, którego nie może mieć bez nich”, po czym dodał: „Jako ojciec jestem tam cały czas. Daję bezwarunkową miłość”.
17 czerwca 1962 ożenił się z aktorką Sandrą Knight, z którą zamieszkał w domu przy 7507 Lexington Avenue w Nowym Jorku. Mają córkę, projektantkę mody Jennifer (ur. 13 września 1963), która z małżeństwa z Markiem Norfleetem ma dwóch synów: Seana (ur. 1997) i Duke’a (ur. 1999). 1 kwietnia 1967 Nicholson i Knight ogłosili separację, a 8 sierpnia 1968 się rozwiedli.
Ze związku z aktorką Susan Anspach ma syna Caleba Jamesa Goddarda (ur. 26 września 1970). Nicholson w 1984 stwierdził, że nie jest pewny swojego ojcostwa do Caleba. W 1984 po raz pierwszy spotkał się z Calebem i a od tamtej pory sporadycznie się z nim widywał. W wywiadzie dla magazynu „Rolling Stone” z marca 1998 uznał Caleba za swojego syna i stwierdził, że „teraz pięknie się dogadują”. W 2018 w nekrologu Anspach, umieszczonym w dzienniku The New York Times, nazwano Caleba „jej synem, którego ojcem jest Jack Nicholson”.

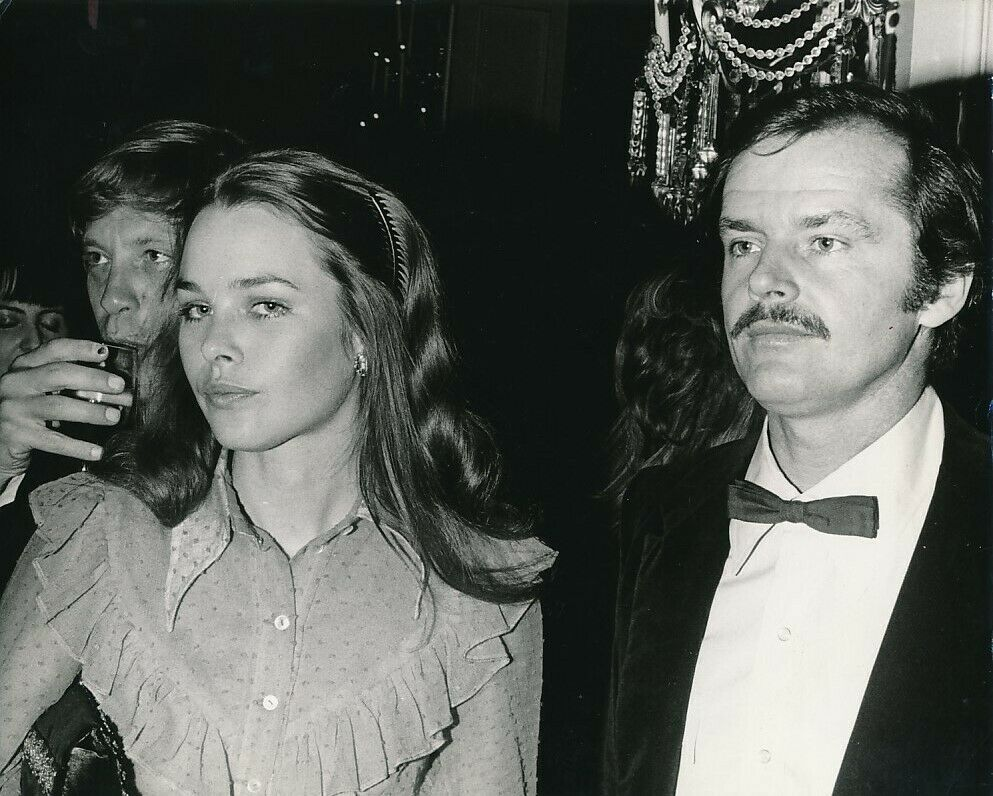
Nicholson i Michelle Phillips na gali wręczenia Złotych Globów (1971)

W latach 1971–1973 był w związku z piosenkarką Michelle Phillips. Para oczekiwała dziecka, jednak Phillips poroniła. W latach 1973–1990 pozostawał w nieformalnym związku z aktorką Anjelicą Huston, jednak nie był jej wierny i wdawał się w liczne romanse. Z modelką Winnie Hollman ma córkę Honey Hollman (ur. 1981), do której nigdy jednak się nie przyznał. W latach 1989–1992 był związany z aktorką i kelnerką Rebekki Broussard, z którą ma córkę Lorraine (ur. 16 kwietnia 1990) i syna Raya (ur. 20 lutego 1992). Jeszcze w trakcie trwania związku z Broussard nawiązał wieloletni romans z modelką Cynthią Basinet, który trwał do lutego 1999. 15 sierpnia 1994 kelnerka Jeannine Gourin urodziła córkę Tessę, której ojcem miał być Nicholson, ale aktor nigdy publicznie nie przyznał się do dziecka, choć przez wiele lat płacił na jego utrzymanie. W latach 1999–2004 z przerwami spotykał się z aktorką Larą Flynn Boyle.
Krytyk filmowy David Thomson powiedział o Nicholsonie: „Nicholson to hollywoodzka gwiazda, która jest prawie jak postać z jakiejś powieści naszych czasów. Jest też najbardziej ukochaną z gwiazd – nawet jego ogromne bogactwo, lekkomyślne starzenie się i publiczne katastrofy jego życia prywatnego nie mogą tego umniejszyć… Bo wciąż jest kamieniem probierczym, kimś, kogo cenimy za sposób, w jaki nam pomaga zobaczyć siebie”.

### Problemy z prawem
8 lutego 1994 na skrzyżowaniu w San Fernando w North Hollywood kilkukrotnie uderzył kijem golfowym w Mercedesa-Benza należącego do Roberta Blanka, rozbijając maskę i niszcząc dach samochodu. Jeden ze świadków zdarzenia potwierdził atak Nicholsona, w związku z czym aktorowi postawiono zarzuty o napaść i wandalizm. Blank żądał zadośćuczynienia za napad z pobiciem i wyrządzenie szkód moralnych. Nicholson przyznał się do „niekontrolowanego zachowania” i przeprosił Blanka, z którym ostatecznie osiągnął ugodę, która obejmowała czek na 500 tys. dol. dla poszkodowanego.
W 1996 Catherine Shaheen pozwała Nicholsona za napad, pobicie i szkody emocjonalne po tym, jak aktor nie wypłacił jej obiecanego 1 tys. dol. za seks. Mimo otrzymania ugody w wysokości 32 tys. dol., Shaheen stwierdziła, że to nie wystarczy, aby pokryć zadane jej obrażenia, w tym zerwanie implantu piersi oraz uraz mózgu, który, jak stwierdziła, „w rzeczywistości ją zabił”.

### Przyjaźń
Przez kilka lat mieszkał obok Marlona Brando w domu przy ulicy Mulholland Drive (zakupionym w 1971 za 80 tys. dol.) w dzielnicy Los Angeles w Beverly Hills. W pobliżu mieszkał również Warren Beatty, w związku z czym ulica była nazywana "Bad Boy Drive". Po śmierci Brando w 2004 kupił jego bungalow za ok. 6,1 mln dol. z zamiarem jego rozbiórki. Stwierdził, że zdecydował się na taki krok z szacunku dla spuścizny zmarłego aktora, ponieważ renowacja „opuszczonego” budynku, który był nękany przez pleśń, stała się zbyt kosztowna.
Przyjaźń Nicholsona z pisarzem-dziennikarzem, Hunterem S. Thompsonem została opisana w jego autobiografii pt. Kingdom of Fear. Po śmierci Thompsona w 2005 Nicholson wraz z innymi aktorami – Johnem Cusackiem, Johnnym Deppem i Seanem Pennem – wziął udział w prywatnym nabożeństwie żałobnym w stanie Kolorado.
Był także bliskim przyjacielem Roberta Evansa – producenta m.in. Chinatown. Po tym, jak Evans stracił dom Woodland w wyniku napadu narkotykowego w latach 80., Nicholson wraz z przyjaciółmi kupił mu nowy dom.
Przyjaźnił się także z Quincym Jonesem i został ojcem chrzestnym córki muzyka, Jolie.

### Hobby
Jest fanem występującego w lidze NBA Los Angeles Lakers. Podczas meczów czasem wdał się w kłótnie z sędziami i zawodnikami drużyn przeciwnych. 11 maja 2003 podczas meczu półfinałowego Konferencji Zachodniej fazy play-off ligi NBA, w którym Los Angeles Lakers grało u siebie z San Antonio Spurs (99:95), wszedł na plac gry i krzyczał na sędziego, w wyniku czego groziło mu wyrzucenie z tego meczu, jednak ostatecznie pozostał na trybunach do końca.
Jest miłośnikiem sztuki XX wieku i sztuki współczesnej. Kolekcjonuje obrazy Tamary Łempickiej, Jiriego Sehnala, Henriego Matisse’a, Andy’ego Warhola i Jacka Vettriano. W 1995 artysta Edward Ruscha stwierdził, że Nicholson ma „jedną z najlepszych kolekcji na świecie”.

### Poglądy polityczne
Nicholson określił siebie jako „dożywotniego irlandzkiego demokratę”, chociaż wspomniał, że popiera każdego prezydenta. Choć jest przeciwny aborcji, jest za wyborem; twierdził: „Jestem za wyborem, ale jestem przeciw aborcji, ponieważ sam jestem nieślubnym dzieckiem, a przyjęcie innego stanowiska byłoby hipokryzją. Byłbym martwy. Nie istniałbym. (…) Nie mam nic poza całkowitym podziwem, wdzięcznością i szacunkiem dla siły kobiet, które podjęły decyzję, którą podjęły w moim indywidualnym przypadku”.
W 1972 wziął udział w kampanii demokratycznego senatora George’a McGoverna przed wyborami prezydenckimi w Stanach Zjednoczonych. Popierał kandydaturę Billa Clintona w wyborach prezydenckich w latach 90. i publicznie wspierał go po wybuchu seks-afery z Moniką Lewinsky. W 2020 poparł kandydata Berniego Sandersa w wyborach prezydenckich w USA.

### Poglądy religijne
Wychowywał się w wierze rzymskokatolickiej swojej matki, został ochrzczony w 1943 w Kościele Wniebowstąpienia w Bradley Beach. W dorosłym życiu stał się agnostykiem. W 1992 w wywiadzie dla czasopisma „Vanity Fair” wyznał: „Teraz nie wierzę w Boga. Nadal mogę wzbudzić zazdrość wobec kogoś, kto ma wiarę. Widzę, jak może to być głęboko kojące doświadczenie”.